# John Dickson Carr
John Dickson Carr (30 de noviembre de 1906 - 27 de febrero de 1977) fue un prolífico escritor estadounidense de historias de detectives. A lo largo de su carrera utilizó los pseudónimos Carter Dickson, Carr Dickson, y Roger Fairbairn, además de su propio nombre. 
Carr es generalmente considerado como uno de los más grandes escritores de los llamados misterios de la "Edad de Oro"; historias complejas basadas en la trama en las que el rompecabezas es primordial. Era un maestro del llamado misterio de la habitación cerrada, en el que un detective resuelve crímenes aparentemente imposibles. El misterio del Dr. Fell The Hollow Man (1935, Los tres ataúdes en la edición española), generalmente considerado la obra maestra de Carr, pone en boca de sus personajes un pasaje conocido por los especialistas en este tipo de literatura como "La lección de la habitación cerrada", en el que repasa las diferentes modalidades en las que estos crímenes pueden ser cometidos. Ha sido seleccionado en 1981 como el mejor misterio de habitación cerrada de todos los tiempos por un panel de 17 autores y críticos de misterio.
Fue influido por las obras de Gastón Leroux y las historias del Padre Brown de G. K. Chesterton. Carr se inspiró en este último para crear su más genial detective, el orondo lexicógrafo Dr. Gideon Fell. Otros detectives creados por Dickson Carr fueron sir Henry Merrivale (cuyo aspecto físico fue inspirado por sir Winston Churchill) y el juez de instrucción Henri Bencolin. Ha escrito también una serie de misterios históricos.
Carr, residente de Inglaterra durante varios años, a menudo se agrupa entre los escritores de misterio "al estilo británico". La mayoría (aunque no todas) de sus novelas tenían escenarios ingleses, especialmente pueblos y haciendas rurales, y personajes ingleses. Sus dos personajes de detectives de ficción más conocidos (Dr. Gideon Fell y Sir Henry Merrivale) eran ambos ingleses.
Hijo de Wooda Nicholas Carr, un congresista estadounidense de Pensilvania, Carr se graduó de The Hill School en Pottstown en 1925 y Haverford College en 1929. A principios de la década de 1930, se mudó a Inglaterra, donde se casó con Clarice Cleaves, una inglesa. Comenzó su carrera como escritor de misterio allí, regresando a los Estados Unidos como un autor conocido internacionalmente durante 1948.
En 1950, su biografía de Sir Arthur Conan Doyle le valió a Carr el primero de sus dos premios especiales Edgar de Mystery Writers of America; el segundo fue otorgado en 1970, en reconocimiento a sus 40 años de carrera como escritor de misterio. También recibió el premio Gran Maestro de la MWA en 1963. Carr fue uno de los dos únicos estadounidenses admitidos en el British Detection Club.
A principios de la primavera de 1963, mientras vivía en Mamaroneck, Nueva York, Carr sufrió un derrame cerebral que le paralizó el lado izquierdo. Continuó escribiendo con una sola mano y durante varios años contribuyó con una columna regular de reseñas de libros de detectives y de misterio, "The Jury Box", en la revista Mystery de Ellery Queen. Carr finalmente se mudó a Greenville, Carolina del Sur, y murió allí de cáncer de pulmón el 28 de febrero de 1977.

## Algunas obras
- El tribunal de fuego
- Sangre en el Espejo de la Reina
- Los crímenes de la viuda roja
- La noche de la viuda burlona
- Mansión de la muerte
- Murió como una dama
- Muerte en cinco cajas
- El hombre hueco (publicado posteriormente en Estados Unidos con el título Los tres ataúdes)
- Hasta que la muerte nos separe
- Los anteojos negros
- El crimen de las figuras de cera
- La sede de la soberbia
- El ocho de espadas
- El que susurra
- Las cuatro armas falsas
- El barbero ciego
- Mis mujeres muertas
- Los suicidios constantes
- La ventana de Judas
- La tabaquera del emperador
- La muerte acude al teatro